# Carm Lino Spiteri
Carm Lino Spiteri (ur. 9 września 1932, zm. 9 lutego 2008), znany również pod pseudonimem „Iċ-Ċumpaqq” – maltański architekt i polityk. Był członkiem Izby Reprezentantów z ramienia Partii Narodowej w latach 1971–1987, i ponownie w latach 1992–1996.

## Biografia
Spiteri urodził się 9 września 1932 r. w Valletcie. W 1955 r. ukończył studia architektoniczne. Jako architekt Spiteri był zaangażowany w szereg projektów, w tym budowę portu lotniczego Malta w Luqa i przekształcenie Sacra Infermeria w Valletcie w Śródziemnomorskie Centrum Konferencyjne.
Kariera polityczna Spiteriego rozpoczęła się w roku 1970, kiedy George Borg Olivier i Dom Mintoff zwrócili się do niego o wzięcie udziału w wyborach do parlamentu w 1971 r. z ramienia Partii Narodowej lub Partii Pracy. Spiteri wybrał to pierwsze i został wybrany do parlamentu w wyborach uzupełniających.
Spiteri został ponownie wybrany w latach 1976 i 1981. Od 1971 r. Partia Narodowa była w opozycji, a Spiteri stał się ostrym krytykiem Partii Pracy, zwłaszcza ministra Lorrego Santa. Nacjonaliści wygrali następne wybory w 1987 r., ale Spiteri nie został wybrany. Został ponownie wybrany w 1992 r. i otrzymał funkcję whipa.
Jego kariera polityczna zakończyła się, gdy nie został wybrany w wyborach w 1996 r., chociaż nadal interesował się polityką. Był także prezydentem Soċjetà Mużikali Vittorja w jego rodzinnym mieście Mellieħa, a w 1996 r. został odznaczony medalem z okazji 75-lecia samostanowienia Malty.
Spiteri zmarł 9 lutego 2008 r. w wieku 75 lat.

## Upamiętnienie
W Mellieħa stoi posąg Carm Lino Spiteriego, wyrzeźbiony przez Christophera Ebejera.